# La Flora (opera)
La Flora, o vero Il natal de' fiori è un'opera in un prologo e cinque atti composta da Marco da Gagliano e Jacopo Peri su libretto di Andrea Salvadori. Fu rappresentata per la prima volta il 14 ottobre 1628 al Teatro Mediceo di Firenze per celebrare il matrimonio di Margherita de' Medici e Odoardo Farnese, duca di Parma. Basato sulla storia di Clori e Zefiro nel libro V dei Fasti di Ovidio, il libretto di Salvadori contiene molti riferimenti allegorici al potere politico, alla bellezza della Toscana e alla forza della dinastia dei Medici. La partitura de La Flora è una delle uniche due ancora esistenti delle 14 opere pubblicate da Gagliano. Molte delle arie di quest'opera sono ancora eseguite in concerto.

## L'opera
Il libretto de La Flora fu scritto da Andrea Salvadori. Questi era al servizio dei Medici come poeta di corte fin dal 1616, e aveva fornito i testi e i libretti per numerosi spettacoli musicali, sia sacri che profani. L'opera che aveva originariamente progettato per le celebrazioni del matrimonio era Iole ed Ercole per la quale Jacopo Peri aveva già composto la musica nel 1627. Tuttavia, in quel periodo Salvadori era impegnato in una discussione con la cantante e compositrice Francesca Caccini. Secondo i resoconti contemporanei, la Caccini si vendicò convincendo Maria Magdalena e sua figlia che il soggetto di Iole ed Ercole poteva essere interpretato come il desiderio di Margherita di controllare il suo nuovo marito. Salvadori dovette scrivere un nuovo libretto, questa volta basandolo sul racconto della ninfa dei campi Clori e del dio del vento Zefiro come narrato nel libro V dei Fasti di Ovidio. (La versione di Ovidio attribuiva l'origine della dea Flora al matrimonio di Zefiro e Clori). Marco da Gagliano, che aveva precedentemente collaborato con Salvadori su diverse opere, compose tutta la musica per La Flora a parte quella cantata da Clori, che fu composta da Jacopo Peri.
Maria Maddalena ebbe un ruolo attivo nella produzione dell'opera. Assistette alle prove e, secondo il musicologo Kelley Harness, potrebbe aver contribuito allo sviluppo della trama. Infatti la trama contiene molti riferimenti allegorici al trasferimento del potere politico, alla bellezza della Toscana e alla forza della dinastia dei Medici.
La Flora fu rappresentata il 14 ottobre 1628, tre giorni dopo le nozze di Margherita de' Medici e Odoardo Farnese, e fu l'ultimo grande spettacolo andato in scena al Teatro Mediceo. La sontuosa produzione fu ideata da Alfonso Parigi, che realizzò anche le incisioni delle scene principali dell'opera per illustrare il libretto che fu pubblicato nello stesso anno. 

## Trama
Ambientazione: La campagna Toscana nell'antichità
Prologo
Imeneo canta le lodi dei novelli sposi Margherita de' Medici e Odoardo Farnese e dei rispettivi ducati, Toscana e Parma. Augura loro un matrimonio lungo, felice e fertile e offre, per loro gioia, la storia d'amore di Clori e Zefiro.
Atto 1
Mercurio evoca la dea della terra, Berecinzia. Una montagna si apre lentamente e lei appare nella sua grotta. Mercurio annuncia il decreto di Giove per cui la Terra avrà fiori, come i cieli hanno le stelle, e che questi fiori nasceranno dall'unione di Clori, una ninfa dei campi toscani, e Zefiro, dio del vento di primavera. Zefiro racconta a Venere il suo amore per Clori. Lei promette che il suo desiderio amoroso avrà successo. Amore (Cupido) esprime il suo disappunto e giura di contrastare Zefiro. Venere lo manda via. Pane (Pan) insegue Corilla, una ninfa amica di Clori. Corilla lo respinge a causa della sua bruttezza e proclama il suo amore per il pastore Lirindo. Pane è furioso e incolpa Amore. Tritone e Nereide protestano con Pane e cantano le lodi di Amore, Venere e Sole mentre eseguono una danza.
Atto 2
Zefiro corteggia Clori, ma lei racconta che ha rinunciato all'amore e vuole emulare la casta dea Diana. Amore si lamenta amaramente con Mercurio di Venere che usurpa il suo potere di determinare chi si innamora. Mercurio convoca le Tre Grazie e insieme cantano una ninna nanna, "Dormi, Amore". Non appena si addormenta, Mercurio si allontana con i suoi archi, frecce e la sua torcia. I satiri si avvicinano ad Amore e ballano mentre lo ridicolizzano per aver permesso che le sue armi venissero rubate.
Atto 3
Corilla canta del suo amore per Lirindo, "Io era pargoletta". Arriva Lirindo, e canta pure lui il suo amore per Corilla. Quindi Corilla dice a Lirindo che Clori è ora profondamente innamorata di Zefiro e si chiede cosa abbia portato al cambiamento della sua amica. Lirindo spiega che Mercurio aveva portato le armi rubate di Amore a Venere, e che lei le aveva usate per far innamorare Clori di Zefiro. Sentendo questo, Amore affronta Venere chiedendo indietro le sue armi, ma lei gli dice che ha dato l'arco d'oro a Giove, ha gettato l'arco di piombo in mare e ha tenuto per sé la torcia. Infuriato, Amore discende da Ade e porta la Gelosia sulla Terra. Pane si lamenta ancora una volta con Tritone per la perfidia e l'odio delle donne. Un coro di Amorini arriva per schernire Pane mentre cantano e ballano intorno a lui.
Atto 4
Su istigazione di Amore, Pane dice falsamente a Clori che Zefiro le è stato infedele. Affranta, lei scaccia Zefiro, lasciando le terre toscane nella morsa di Austro e Borea, gli dei del nord e del sud. Il cielo si oscura e scendono enormi tempeste con tuoni, fulmini e grandine. Le Napee e le Nereidi lamentano la rovina dei campi e delle foreste, e fuggono. L'atto si conclude con una violenta danza delle Tempeste.
Atto 5
Gli dei intervengono per ristabilire l'ordine. Giove restituisce l'arco d'oro ad Amore e Nettuno gli riporta quello plumbeo che Venere aveva gettato in mare. Clori lamenta il suo destino, contrapponendolo alla felicità di Corilla e Lirindo ed esprime il suo desiderio di morte in "Fortunata Corilla". Alla sollecitazione di Venere e Mercurio, Amore realizza il suo errore e dice a Clori che Zefiro le è sempre stato fedele. L'amore di Clori e Zefiro viene ripristinato, e torna la primavera. Amore piange. Le sue lacrime scendono sulla Terra e compaiono i fiori. Zefiro dà a Clori un nuovo nome, Flora, e la trasforma nella dea della primavera e dei fiori. Poi canta della futura grandezza di Firenze. Apollo appare in sella a Pegaso mentre le Muse portano la Fontana Ippocrena per innaffiare i fiori. Apollo loda il giglio, simbolo sia di Firenze che della Casa dei Farnese. L'opera si conclude con la Danza dell'Aura.